# Ruta 43 (Chile)
La ruta 43 es una ruta nacional que se encuentra en la zona norte Chico de Chile sobre la Región de Coquimbo. En su recorrido de 78,0 km totalmente asfaltados une las ciudades de La Serena, Ovalle y de manera indirecta Coquimbo y Andacollo.
Es una importante vía ya que une las capitales provinciales de Elqui y Limarí y la capital regional. Es también el camino más antiguo de la región desde el periodo colonial debido a que fue la vía exclusiva de comunicación entre La Serena y Santiago, aunque tenía un trazado parcialmente diverso. No fue hasta fines de la década de 1940, con la construcción de la carretera panamericana, en el marco del Plan Serena, que esta ruta pasó a un plano secundario.
Esta carretera presenta algunos sectores de complejidad, como la cuesta Las Cardas, por las características geográficas del norte chileno.
El rol asignado a esta ruta nacional fue ratificado por el decreto MOP N.º 2136 del año 2000.

## Ciudades y localidades
Los accesos inmediatos a ciudades y localidades, y las áreas urbanas por las que pasa esta ruta de sur a norte son:

### Región de Coquimbo
Recorrido: 75 km (kilómetro 0 a 75). En el tramo urbano de Coquimbo se denomina camino a Ovalle. En Ovalle la ruta toma como nombre avenida Manuel Peñafiel.
- Provincia de Limarí: Ovalle (kilómetro 0-3), acceso a Villorrio El Talhuén (km 2 y 4), acceso a Guamalata (kilómetro 3), acceso a Algarrobo y Samo Bajo (km 6), acceso a Lagunillas (km 6), Estación Recoleta (km 12), acceso a Algarrobo (km 12), acceso a La Ruca (km 14), acceso a El Romeralchillo (km 17), acceso a Higueritas Unidas (km 20), acceso a Panulcillo (km 20), acceso a Los Pinches (km 24 y 25), Pejerreyes (km 28), acceso a El Romeral (km 33).
- Provincia de Elqui: acceso a Las Perdices (km 36), acceso a Las Cardas (km 41 y 42), Tambillos (km 47-50), acceso a Las Barrancas (km 49 y 50), acceso a Tambillos y Las Mercedes (km 51), Tambillos (km 51-54), acceso a Quitallaco (km 54), acceso a El Peñón (km 58), paso superior Ferrocarril sobre el Longitudinal Norte (km 62), Cerrillos (km 64-69), El Carmen (km 70-71), Pan de Azúcar (km 71-75), acceso a Coquimbo y Peñuelas (km 75), Tierras Blancas (km 75).

## Gestión
Un proyecto, actualmente operado por concesionaria, buscó mejorar el estado de la vía con la construcción de dobles calzadas, cruces a desnivel, pasarelas, aceras peatonales, ciclovías, paisajismo e iluminación. Se trata de Ruta del Limarí, una autopista de doble calzada que empieza en Tierras Blancas y termina Afuera Del Casino De Ovalle en el kilómetro 9 de la ruta 43.